# Håkan Wiberg
Lars Håkan Valdemar Wiberg, född 12 juni 1942 i Fryksände, död 4 juli 2010 i Köpenhamn, var en svensk freds- och konfliktforskare som under många år var verksam i bland annat Lund och Köpenhamn.
Efter gymnasieutbildning i Ängelholm kom Håkan Wiberg redan som sextonåring till Lund och påbörjade där sin akademiska utbildning i rask takt. Han läste bland annat matematik och filosofi men inriktade sig sedan på sociologi. Han disputerade 1977, men redan 1971 hade han blivit chef för Lunds universitets fredsforskningsinstitut. 1981 utnämndes han till professor i sociologi vid Lunds universitet. 
I Lunds akademiska värld var Håkan Wiberg en känd profil under 1960- och 1970-talen. Han hade stort grått skägg och bar korta byxor och sandaler även vintertid. Men bakom den bohemiska fasaden var han en högproduktiv forskare.
Under åren 1988–2001 var han sedan chef för Köpenhamns fredsforskningsinstitut (COPRI, Copenhagen Peace Research Institute), som därefter uppgick i Danska institutet för internationella studier (DIIS, Danish Institute for International Studies). Vid DIIS var han verksam som seniorforskare fram till sin pensionering i juni 2007.
Under perioden 1985–2006 satt Håkan Wiberg i styrelsen för fredsforskningsstiftelsen Transnationella stiftelsen för freds- och framtidsforskning (TFF) i Lund. Han var även aktiv i flera solidaritetsrörelser för bland annat Vietnam och Sydafrika. Han arbetade också tidigt mot kärnvapen.
Utöver en lärobok i fredsforskning har han publicerat många artiklar och rapporter kring fred, säkerhet, framtidsstudier, vetenskapsfilosofi med mera.